# Iturbe
Iturbe är en ort i Argentina.   Den ligger i provinsen Jujuy, i den norra delen av landet, 1 500 km norr om huvudstaden Buenos Aires. Iturbe ligger 3 424 meter över havet och antalet invånare är 1 285.
Terrängen runt Iturbe är kuperad. Runt Iturbe är det mycket glesbefolkat, med 4 invånare per kvadratkilometer.. Det finns inga andra samhällen i närheten. 
Omgivningarna runt Iturbe är i huvudsak ett öppet busklandskap.